# Nederlands kampioenschap schaken 1924
Het Nederlands kampioenschap schaken 1924 werd gehouden van 24 juli 1924 tot en met 2 augustus 1924 in Amsterdam. Locatie van het toernooi was café-Restaurant Parkzicht op de hoek van de Stadhouderskade en de Hobbemastraat. Regerend kampioen Max Euwe won het toernooi en prolongeerde daarmee zijn titel.

## Uitslag en kruistabel
| #  | Naam             | Score | 1  | 2  | 3  | 4  | 5  | 6  | 7  | 8  | 9  | 10 |
| -- | ---------------- | ----- | -- | -- | -- | -- | -- | -- | -- | -- | -- | -- |
| 1  | Max Euwe         | 7     | -- | 0  | ½  | 1  | 1  | 1  | 1  | 1  | ½  | 1  |
| 2  | Jacques Davidson | 6     | 1  | -- | 1  | 0  | ½  | ½  | 1  | ½  | 1  | ½  |
| 3  | Adolf Olland     | 5     | ½  | 0  | -- | ½  | 1  | 0  | 1  | ½  | 1  | ½  |
| 4  | Joseph Kersten   | 4½    | 0  | 1  | ½  | -- | ½  | ½  | ½  | ½  | 0  | 1  |
| 5  | Abraham Speijer  | 4½    | 0  | ½  | 0  | ½  | -- | 1  | 1  | ½  | ½  | ½  |
| 6  | Rudolf Loman     | 4     | 0  | ½  | 1  | ½  | 0  | -- | 0  | ½  | 1  | ½  |
| 7  | Gerard Kroone    | 3½    | 0  | 0  | 0  | ½  | 0  | 1  | -- | ½  | ½  | 1  |
| 8  | George Fontein   | 3½    | 0  | ½  | ½  | ½  | ½  | ½  | ½  | -- | ½  | 0  |
| 9  | Evert Straat     | 3½    | ½  | 0  | 0  | 1  | ½  | 0  | ½  | ½  | -- | ½  |
| 10 | Ephraïm de Haas  | 3½    | 0  | ½  | ½  | 0  | ½  | ½  | 0  | 1  | ½  | -- |

## Trivia
- De partij tussen Olland en Straat was op de laatste speeldag nog niet afgelopen en moest daarom op een later moment uitgespeeld worden. Olland wist die partij te winnen, waarmee hij zich verzekerde van de derde plaats.[1]
- De enige partij die Euwe verloor tijdens het toernooi was de partij tegen Jacques Davidson. Later dat jaar namens Euwe en Davidson het nogmaals tegen elkaar op in een tweekamp. Euwe wist die confrontatie met overtuigende cijfers te winnen: 5 winst, 3 remise, 1 verlies.[2]
- In enigszins aangepaste vorm bestaat het gebouw nog.

1909 · 1912 · 1913 · 1919 · 1921 · 1924 · 1926 · 1929 · 1933 · 1936 · 1938 · 1939 · 1942 · 1948 · 1950 · 1952 · 1954 · 1955 · 1957 · 1958 · 1961 · 1963 · 1965 · 1967 · 1969 · 1970 · 1971 · 1972 · 1973 · 1974 · 1975 · 1976 · 1977 · 1978 · 1979 · 1980 · 1981 · 1982 · 1983 · 1984 · 1985 · 1986 · 1987 · 1988 · 1989 · 1990 · 1991 · 1992 · 1993 · 1994 · 1995 · 1996 · 1997 · 1998 · 1999 · 2000 · 2001 · 2002 · 2003 · 2004 · 2005 · 2006 · 2007 · 2008 · 2009 · 2010 · 2011 · 2012 · 2013 · 2014 · 2015 · 2016 · 2017 · 2018 · 2019 · 2021 · 2022 · 2023 · 2024